# جان برایت (طراح لباس)
جان برایت (انگلیسی: John Bright زاده مارس ۱۹۴۰) یک طراح لباس اهل ایالات متحده آمریکا است.
وی برنده جایزه اسکار بهترین طراحی لباس در سال ۱۹۸۶ شد.

## فیلم‌شناسی
- Jane Eyre (2006)
- کنتس سفید (۲۰۰۵)
- The Magnificent Ambersons (2002)
- The Golden Bowl (۲۰۰۰)
- The Last September (1999)
- Onegin (۱۹۹۹)
- تصویر یک بانو (۱۹۹۶)
- شب دوازدهم (۱۹۹۶)
- Jefferson in Paris (1995)
- عقل و احساس (۱۹۹۵)
- بازمانده روز (۱۹۹۳)
- سپیددندان (۱۹۹۱)
- Mountains of the Moon (۱۹۹۰)
- The Deceivers (1988)
- Maurice (۱۹۸۷)
- اتاقی با یک چشم‌انداز (۱۹۸۶)
- بوستونی‌ها (۱۹۸۴)

## نامزدی‌های جوایز اسکار
- شصت و هشتمین دوره جوایز اسکار - عقل و احساس - مشترک به همراه Jenny Beavan. باخت به بازسازی.
- شصت و ششمین دوره جوایز اسکار - بازمانده روز - مشترک به همراه Jenny Beavan. باخت به عصر معصومیت.
- شصت و پنجمین دوره جوایز اسکار - هواردز اند - مشترک به همراه Jenny Beavan. باخت به دراکولای برام استوکر.
- ۱۹۸۷ - Maurice - مشترک به همراه Jenny Beavan/ باخت به آخرین امپراتور.
- ۱۹۸۶ - اتاقی با یک چشم‌انداز - مشترک به همراه Jenny Beavan. برنده
- ۱۹۸۴ - بوستونی‌ها - مشترک به همراه Jenny Beavan. باخت به آمادئوس.